# Bir El Djir
Pour les articles homonymes, voir Arcole.
Bir El Djir (anciennement Arcole durant l'époque de l'Algérie française) est une commune algérienne de la wilaya d'Oran, située à l'est d'Oran et constitue la banlieue est de la ville.

## Géographie

### Localisation
Bir El Djir constitue la banlieue est d'Oran (en dehors des arrondissements de la ville elle-même). La ville est restée essentiellement agricole jusqu'à la fin des années 1980, elle est devenue un centre majeur de l’agglomération oranaise.
| Oran | Mer Méditerranée |                |
| Oran | Bir El Djir      | Hassi Ben Okba |
|      | Sidi Chami       | Hassi Bounif   |

### Routes
La commune de Bir El Djir est desservie par la route nationale: RN11 (Route d'Oran).

## Toponymie
Le nom du village pourrait venir de l'arabe « bir » (puits) et « Djir » (chaux, en Afrique du nord) . Pendant l'époque coloniale, le village s'appelait Arcole, faisant référence à la bataille du pont d'Arcole pendant les guerres de la Révolution française.

## Vie quotidienne
Bir El Djir abrite plusieurs sièges d’entreprises à l'architecture moderniste comme les bâtiments de la Sonatrach, l’Établissement Hospitalo-universitaire (EHU) "1er novembre 1954", le Palais des Congrès, le Centre national de recherche en anthropologie sociale et culturelle, l'université des sciences et technologies (conçue par l’architecte japonais Kenzo Tange), l'Institut des sciences médicales, et la Cour de Justice. 
Bir El Djir abrite le complexe sportif initialement dénommé Benhaddou Bouhadjar début juin 2022, puis renommé le 23 juin 2022, lorsque le complexe est inauguré et renommé par le président Abdelmadjid Tebboune au nom de l'ancien footballeur international et du MC Oran, Miloud Hadefi et devient donc le Complexe olympique Miloud Hadefi. il comprend notamment le stade olympique d'Oran (40.000 places), une salle omnisports, un terrain d'athlétisme et un centre aquatique,.